# Jaroslavické rybníky
Jaroslavické rybníky este o arie protejată (arie de protecție specială avifaunistică — SPA) din Republica Cehă întinsă pe o suprafață de 357,04 ha, integral pe uscat.

## Localizare
Centrul sitului Jaroslavické rybníky este situat la coordonatele 48°46′13″N 16°13′44″E / 48.770278°N 16.228889°E.

## Înființare
Situl Jaroslavické rybníky a fost declarat arie de protecție specială avifaunistică în decembrie 2004 pentru a proteja 1 specie de animale.

## Biodiversitate
Situată în ecoregiunea panonică, aria protejată nu include niciun habitat protejat.
La baza desemnării sitului se află o specie protejată de  păsări: stârc de noapte (Nycticorax nycticorax).